# 志和町志和堀
志和町志和堀(しわちょうしわほり)とは、広島県東広島市の大字。全域で住居表示未実施である。

## 概要
志和地区北部に位置しており、旧志和堀村に相当する。北側では広島市安佐北区に面している。
室町時代には天野政貞が地頭として当地に入り、金明山城を築いて安芸天野氏の拠点とした。七代目の元貞はさらに財崎城を築いている。
ホタルの名所としても有名。
毎年行われていた「ホタルまつり」は志和堀小学校の閉校に伴い2019年の開催を最後に終了した。

## 交通

### 鉄道
町内に鉄道は通っていない。最寄り駅はJR芸備線の志和口駅である。しかし町内と志和口駅を結ぶ公共交通機関はないため、バス路線（後述）が通っている八本松駅（JR山陽本線）も事実上の最寄り駅として機能している。

### バス
芸陽バスが地区内を走る路線バスを運行している。
- 志和循環線：西条駅 - 八本松駅 - 志和地区内循環 - 八本松駅 - 西条駅

### 道路

#### 主要地方道
- 広島県道33号瀬野川福富本郷線
- 広島県道46号東広島白木線

## 施設
- 東広島市役所志和出張所
- 時報塔 - 登録有形文化財
- 東広島警察署志和堀駐在所
- 志和堀郵便局
- 志和堀保育所

## 学区
公立小・中学校に通学する場合、志和小学校および志和中学校に通学することになる。
かつては町内に志和堀小学校があったが、2019年に閉校し、西志和小学校に統合された。さらに2022年には西志和小学校と東志和小学校が統合され、新たに志和小学校となっている。

## 世帯数・人口
2024年9月末での世帯数は528世帯、人口は1019人である。